# Заубер, Петер
Петер За́убер (нем. Peter Sauber, род. 13 октября 1943 года) — швейцарский инженер, основатель и руководитель автогоночной команды Sauber.

## Биография
Родился 13 октября 1943 года в Цюрихе, Швейцария. В возрасте 23 лет первый раз принял участие в автогонках за рулём своего Volkswagen Käfer. Через два года Петер решает основать собственное производство по созданию гоночных автомобилей. Первым автомобилем компании стал Sauber C1. Вскоре, Петер выиграл чемпионат Швейцарии за рулём своего Sauber C1. Однако в последней гонке чемпионата лишь чудо спасло его от страшной аварии. После этого инцидента жена Петера попросила его больше не участвовать  в гонках и заняться конструированием гоночных автомобилей.
Первые серьёзные успехи пришли в 1976 году, когда был создан Sauber C5. В 1975 году автомобиль дебютирует в 24 часовой гонке в Ле Мане. В 1980-е года компания Петера Заубера получила статус официального партнёра Mercedes-Benz в гонках на выносливость. В 1988 году Sauber C9 выигрывает первые гонки. И уже в 1989 году Mercedes-Benz решает вернуться в гонки после своего 30-летнего отсутствия. Sauber становится официальным представителем компании Mercedes-Benz в гонках на выносливость.
В 1993 году для команды начинается новая эра в её истории. На Гран-при ЮАР 1993 года дебютирует Sauber C12 — первый болид команды для Формулы 1. Несмотря на успешный дебют Хайнца-Харальда Френтцена и статус официального представителя Mercedes-Benz, 1994 год стал неудачным для команды Петера Заубера. Карл Вендлингер получил тяжёлую травму на Гран-при Монако 1994 года и выбыл из строя до конца сезона. Руководитель команды снял с гонки и своего второго пилота до выяснения обстоятельств. Mercedes-Benz, разочарованный результатами Sauber, отказал им в поддержке и заключил соглашение с McLaren. Но, несмотря на это, команда продолжала прогрессировать и в сезоне 2001 года заняла 4 место в Кубке конструкторов. В 2005 году BMW обратилось к Петеру Зауберу с предложением о продаже контрольного пакета акций его компании. Швейцарец ответил согласием, и с конца 2005 года Sauber стал подразделением BMW и официальной заводской командой BMW в Формуле 1, формально называющейся BMW Sauber. Однако в середине сезона 2009 года концерн BMW заявил об уходе из Формулы 1. После долгих и трудных переговоров, 28 ноября 2009 года Петер Заубер выкупил долю акций BMW и вновь возглавил команду.
Лучшим результатом команды являются два вторых места — в Гран-при Малайзии и Гран-при Италии 2012 года.